# سيديلا مارلي
سيديلا مارلي (بالإنجليزية: Cedella Marley)‏ هي مغنية ومصممة أزياء وكاتِبة ومغنية مؤلفة وممثلة جامايكية، ولدت في 23 أغسطس 1967 بكينغستون في جامايكا. بدأت مشوارها المهني سنة 1980.

## وصلات خارجية
- سيديلا مارلي على موقع IMDb (الإنجليزية)
- سيديلا مارلي على موقع قاعدة بيانات الأفلام العربية
- سيديلا مارلي على موقع ألو سيني (الفرنسية)
- سيديلا مارلي على موقع ميوزك برينز (الإنجليزية)
- سيديلا مارلي على موقع أول موفي (الإنجليزية)
- سيديلا مارلي على موقع قاعدة بيانات الأفلام السويدية (السويدية)
- سيديلا مارلي على موقع أول ميوزيك (الإنجليزية)
- سيديلا مارلي على موقع ديسكوغز (الإنجليزية)
- سيديلا مارلي على موقع قاعدة بيانات الفيلم (الإنجليزية)
- سيديلا مارلي على موقع كينوبويسك (الروسية)